# FPATH
Trans-Santé (Association pluriprofessionnelle française Santé Trans), aussi appelée FPATH (pour "French Professional Association for Transgender Health", en français, "Association professionnelle française pour la santé des personnes transgenres"), est une société savante créée en juillet 2010 sous le nom de SoFECT (Société française d'études et de prise en charge de la transidentité) et régie par la loi de 1901. Elle a pour objet de réunir les professionnels impliqués dans la prise en charge des personnes transgenres, dans des buts d'aide à la transition, de recherche et de formation. 
Ses méthodes et l'hégémonie qu'elle exerce sont contestées par des associations et par de nombreuses personnes trans, un rapport de l'inspection générale des affaires sociales, et des universitaires. Le changement de nom en 2020 participe d'une volonté d'évolution, jugée trop timide par la plupart des associations. 

## L'association

### Origine

Le logo de la SoFECT

La prise en charge médicale des personnes trans existe en France depuis la fin des années 1970,.
En 2002, les premiers « postes hospitaliers dédiés au transsexualisme » sont ouverts à Marseille, ce qui permet de structurer une équipe pluridisciplinaire prenant en charge le diagnostic et l’accompagnement des personnes trans. 
L'opposition entre les équipes et les associations est déjà manifeste. Colette Chiland, future présidente d'honneur de la SoFECT, écrit en 2006 que « s’est développé un mouvement « transgenre » ou « trans » qui se définit comme n’ayant plus rien à voir avec les transsexuels calmes, bien élevés et cachés, attendant poliment que des juges et des professionnels médicaux libéraux leur donnent le traitement bien-faisant dont ils avaient besoin pour poursuivre leur vie dans l’ombre de la société normale. » Marc-Louis Bourgeois, de l'équipe Lyonnaise, décrit en 2007 « l'activisme de plusieurs associations de « consommateurs » qui souhaitent voir dépsychiatriser le transsexualisme. »
En novembre 2009, la Haute Autorité de santé (HAS) publie un rapport à la demande de la direction générale de la Santé et des caisses d’assurance maladie sur « la situation actuelle et les perspectives d’évolution de la prise en charge médicale du transsexualisme ». La HAS encourage la création d'« équipes de référence multidisciplinaires (…) constituées notamment de psychiatres (associés ou non aux psychologues), d’endocrinologues et de chirurgiens (plasticien, urologue, gynécologue) » et de juristes, ainsi que la création d'un « réseau de soin (…) assurant le relais de la prise en charge [de] proximité ». Le rapport de la HAS décrit « un parcours de soin » et précise que le « recours à des soins à l’étranger peut également s’envisager pour des techniques chirurgicales non réalisées en France ». Certaines associations s'opposent à ce projet de création d’équipes pluridisciplinaires au sein de centres de référence et à la vision « pathologisante » de la HAS, dont le rapport est selon elles « à la limite de l’overdose psychiatrique ». La ministre de la Santé Roselyne Bachelot vient pourtant d'annoncer que « la transidentité ne sera plus considérée comme une affection psychiatrique en France ». Le dialogue avec les associations est bloqué; la situation sera décrite comme un « champ de mines  ».

C'est dans ce contexte explosif que la création de la SoFECT en juillet 2010 vient structurer la « prise en charge du transsexualisme » en milieu hospitalier. L’objectif affiché est de devenir un interlocuteur incontournable auprès des autorités compétentes, comme l’explique Mireille Bonierbale en janvier 2011 : 

« L’année 2010 a été marquée par la constitution de notre société et par le rassemblement de nos forces qui en a fait un interlocuteur incontournable. Souhaitons que 2011 voie une structuration encore plus élaborée de ces forces, mais d’ores et déjà notre société en elle-même est devenue une interface de communication et de coordination qui n’avait jamais existé jusque là. Nous allons donc continuer nos échanges et mettre en place un travail commun de recherches qui nous permettront d’acquérir une surface scientifique nationale. »

### Fonctionnement
Cette association loi de 1901 rassemble les spécialistes médicaux de la prise en charge de la transidentité et de la dysphorie de genre (notamment psychiatres, endocrinologues, chirurgiens plasticiens, urologues, gynécologues), et fédère les réseaux régionaux en un seul réseau national,. Elle est présente dans neuf villes.
Les équipes multidisciplinaires se réunissent pour évaluer la demande d'une personne venue les consulter pour obtenir de l'aide dans son parcours de transition (transition sociale, hormonothérapie, chirurgies, etc.) ; six étapes sont généralement suivies par une personne demandant des hormones et de la chirurgie :
1. Phase d’évaluation diagnostique et pronostique.
2. Confirmation collégiale d’éligibilité à la demande de traitement hormonal et modalités de prise en charge.
3. Hormonothérapie féminisante ou masculinisante, accompagnement des transformations induites.
4. Confirmation collégiale d’éligibilité à la demande d’un traitement chirurgical et modalités de prise en charge.
5. Transformation chirurgicale.
6. Suivi postopératoire.

### Prise en charge des adolescents trans
Depuis 2013, les hôpitaux de la Pitié-Salpêtrière, Robert-Debré et le Ciapa (Centre inter-hospitalier d'accueil permanent pour adolescents) à Paris ont ouvert leurs consultations aux mineurs, qui sont suivis par un pédopsychiatre pendant au moins six mois pour proposer d'abord des solutions non médicamenteuses. Des bloqueurs de puberté peuvent ensuite être prescrits à l'arrivée de la puberté — avant les hormones masculinisantes ou féminisantes —, avec des réserves liées aux risques supposés,. Les traitements visant à bloquer la puberté, proposés aux Pays-Bas, États-Unis, Royaume-Uni ou Canada, sont « encore rarissimes en France » (en 2015).

### La question de la psychiatrisation
Plusieurs membres de la SoFECT disent qu'« il ne faut pas psychiatriser cette question »,,, tout en insistant sur l'idée que le diagnostic initial par des psychiatres est indispensable. 
Bernard Cordier, président de la SoFECT et psychiatre à l’hôpital Foch, préconise en 2013 la « spécialisation de quelques équipes pluridisciplinaires » qui « seraient les seules habilitées à décider et pratiquer la THC [transformation hormono-chirurgicale] d’une personne souffrant de troubles de l’identité de genre ». Il estime que « l'intervention [des psychiatres] est indispensable pour comprendre les motivations qui animent [les personnes qui consultent les équipes] et éviter notamment à certaines d'entre elles, souffrant d'une pathologie psychiatrique les poussant à penser [à tort] qu'elles sont dysphoriques de genre, de s'engager dans un processus qui ne leur est pas indiqué. » Selon lui, cela « à peu près 10 % des gens qui viennent [le] voir sont dans un moment de perturbation mentale évident » et ne sont donc pas concernés par ce parcours de transition. L'IGAS a noté en 2011 que de tels refus de prise en charge sont spécifiques à la France .
Sébastien Machefaux, psychiatre à l’hôpital Sainte-Anne à Paris, estime lui que « si l’on affirme que la dysphorie de genre ne génère ni souffrance, ni gêne, ni handicap, ou que l’unique raison est le rejet sociétal, le risque est alors de rendre illégitime l’aide médicale, et de remettre en question le remboursement [des traitements médicaux] ». Le psychologue fondateur de l'ASB, Tom Reucher, objecte que de nombreuses prises en charge médicales sont légitimes et remboursées, alors qu'elles ne traitent pas une quelconque maladie : grossesse, contraception, IVG non pathologique, PMA…

### Recherche et formation
Un diplôme inter-universitaire de prise en charge de la transidentité a été créé en juin 2013 par les universités Paris-Diderot, Claude-Bernard-Lyon-I, Bordeaux-II, et l'université d'Aix-Marseille, avec comme objectifs de donner les connaissances théoriques et cliniques permettant de repérer, diagnostiquer et orienter les personnes présentant des troubles de l'identité de genre et de connaître leur prise en charge,, à la suite de travaux de recherche. L'association organise aussi des congrès où sont conviées certaines associations.

### Évolution
Depuis 1970, l'équipe de Lyon a assoupli son protocole de prise en charge puisque l'accent est mis sur l’information du patient plutôt que sur l’évaluation psychiatrique.
En décembre 2017, l'association « Société française d'études et de prise en charge du transsexualisme » se rebaptise « Société française d'études et de prise en charge de la transidentité », mais Karine Espineira estime à ce propos que « rien n’a changé : la psychiatrie reste la pièce maîtresse de leur approche. »

#### Trans-Santé, ou FPATH
Un compte rendu d’assemblée générale daté d’avril 2019 explique que « Le nom même de la SoFECT […] soulève dorénavant des oppositions irrationnelles ». La SoFECT devient Trans-Santé (Association pluriprofessionnelle française Santé Trans, encore appelée FPATH, la « French Professional Association for Transgender Health » (FPATH),,. Ce nom s'inspire du nom de la World Professional Association for Transgender Health (Association professionnelle mondiale pour la santé des personnes transgenres, dont le nom est abrégé en anglais en WPATH). Elle est alors présidée par Nicolas Morel-Journel. Trois associations entrent dans son conseil d’administration: Transat (à Marseille), le PASTT (Paris) et L’Hêtre (Mulhouse). D'autres refusent de participer à ce qu'elles qualifient de « mascarade », à l'exemple d'Acceptess-T et d'autres associations qui dans une lettre ouverte à l’attention de Nicolas Morel-Journel, posent la « dépsychiatrisation réelle » comme préalable à toute collaboration.

## Critiques

### Critiques des associations

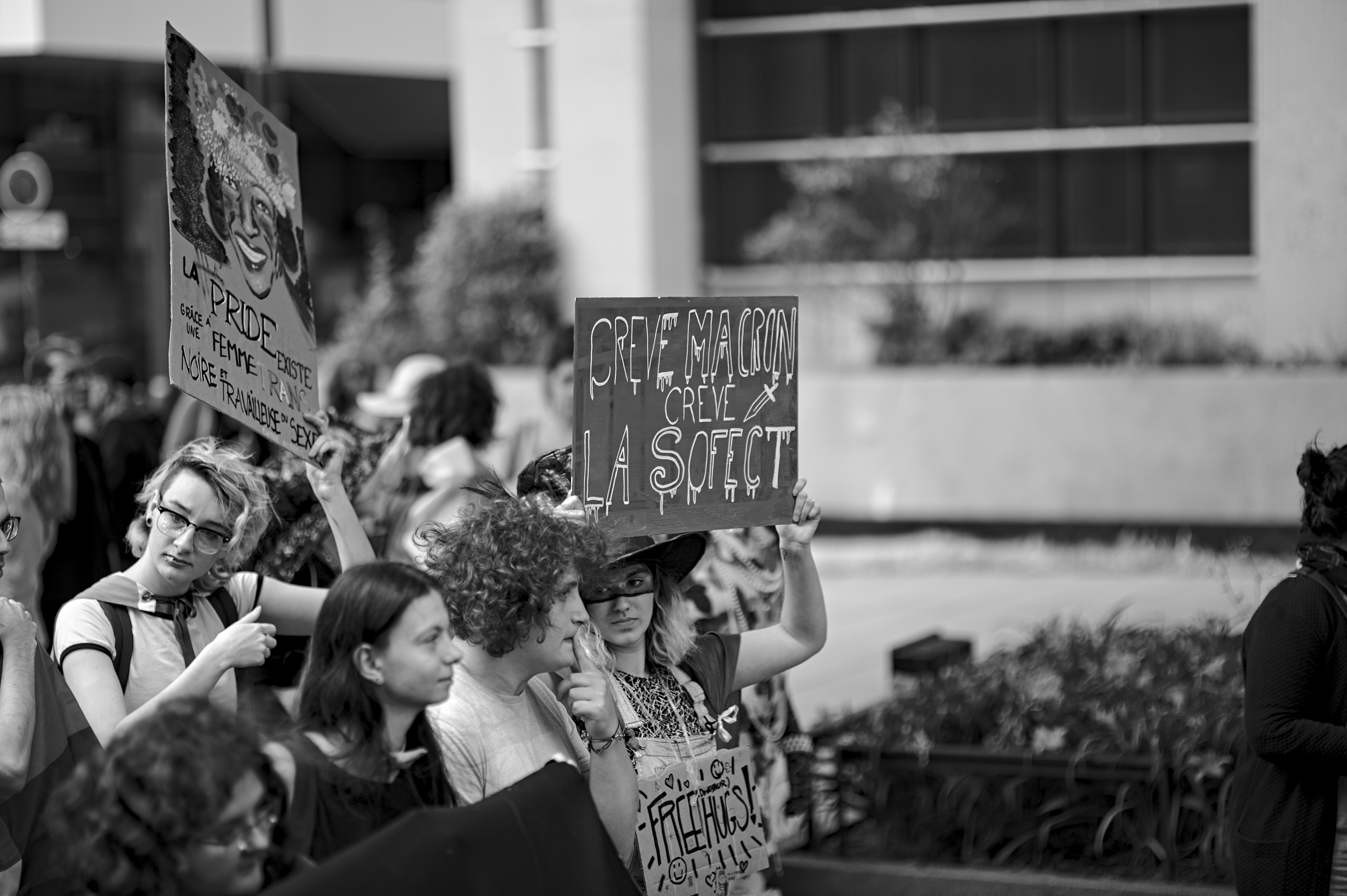
Pancarte "crève la SOFECT" à la marche des fiertés 2018 de Rennes

Une assemblée générale des associations réunie en 2010 à l'initiative d'OUTrans, fait la liste d'un certain nombre de revendications qui incluent déjà « l’absence de test en vie réelle » (voir ci-dessous), « le libre choix du médecin et la possibilité de parcours hors centre de référence avec remboursements », et le principe d’une prise en charge des transitions fondée exclusivement sur le consentement éclairé, non basée sur un diagnostic psychiatrique.
De nombreuses associations sont encore très critiques sur le monopole exercé par la SoFECT,, et les modalités de prise en charge,, une logique du protocole basée sur l'adhésion à la norme, les critères stéréotypés utilisés par les psychiatres des équipes hospitalières,,,, (l'analyse « se résume souvent à savoir si la personne a joué avec des poupées ou un camion de pompier durant son enfance »), la rigidité des parcours de soin, les délais, (Bernard Cordier reconnait que les associations « fustigent le temps de parcours qu'elles estiment bien trop long »), et plus généralement, ce qu'elles qualifient de « transphobie médicale »,.  
La légitimité de la SoFECT est contestée par l'Existrans et la Fédération trans et intersexes, qui déplorent l'utilisation de concepts « pathologisants », et l'impossibilité de choisir librement ses médecins,,,, comme le prévoit pourtant l'article R4127-6 du Code de la santé publique. Des associations telles qu'OUTrans, Ouest Trans et SOS homophobie revendiquent la dissolution des équipes hospitalières,. À l'occasion de la manifestation Existrans en 2018, les associations organisent un die-in devant l'Hôpital de la Salpêtrière,. La Fédération trans et intersexes, créée en 2016, voudrait « devenir l’interlocuteur principal du gouvernement dans l’élaboration de politiques pour leurs droits. »
Adrián De La Vega explique que l'Espace Santé Trans parisien « fait ce que l’État ne fait pas » et permet de « s’émanciper de la SoFECT ».

#### Plainte auprès de la CNIL et du conseil de l'ordre des médecins
En septembre 2018, l'association OUTrans révèle que des questions sur le statut marital, l'orientation sexuelle, la religion et l'« appartenance ethnique » sont présentes sur le questionnaire obligatoire en vue d'obtenir un premier rendez-vous avec le docteur Sébastien Machefaux, psychiatre au centre hospitalier Sainte-Anne et membre de l’antenne parisienne de la SoFECT. L'association s'indigne et porte plainte auprès de la CNIL pour non-respect de la loi relative à la protection des données personnelles,. Après que le psychiatre plaide que « [son] métier ne peut s’entendre sans comprendre le sujet en dehors de tout environnement », l'association saisit l'ordre des médecins pour dénoncer « une faute déontologique avérée (...) qui ne vient pas cibler par hasard la population particulièrement précarisée que représentent les personnes trans »,.

### Rapport de l'inspection générale des affaires sociales
En avril 2011, l'inspection générale des affaires sociales (IGAS) est missionnée pour évaluer les conditions d’accès aux soins des personnes trans et identifier des voies de conciliation entre les associations et les équipes hospitalières. Dans un rapport d’une centaine de pages rendu en 2012, la mission constate l’ampleur des conflits entre les praticiens et les associations, note que la création de la SoFECT à l’automne 2010 a été interprétée comme une tentative de monopoliser la prise en charge et de bloquer les discussions, décrit les points de vue des différentes parties et émet des recommandations. L’IGAS encourage le soutien au Planning familial, « d’ores et déjà engagé dans des actions de formation interne aux questions relatives à l’identité de genre », qui pourra « contribuer à une meilleure orientation des personnes vers des professionnels ou d’autres associations . »
Le Programme d’actions gouvernemental contre les violences et les discriminations commises à raison de l’orientation sexuelle ou de l’identité de genre publié en 2012 par le ministère des Droits des femmes affirmait que « le gouvernement expertiser[ait] les recommandations formulées par l’IGAS pour améliorer la qualité des parcours de soins des personnes trans, dans le respect du principe du libre choix du médecin et de la dignité des personnes. »

#### Modalités et durée de l’évaluation psychiatrique
Selon Mireille Bonierbale, fondatrice de la SoFECT, qui s'inquiète « des « épidémies » de transsexualisme qui suivent les émissions télévisées abordant ce thème », « le diagnostic de transsexualisme se fonde avant tout sur la conviction du transsexuel à appartenir à l’autre sexe et à sa volonté forcenée d’arriver à entrer dans un protocole médical de réassignation. (…) Le diagnostic va donc se poser sur la constance à demander et à souffrir du besoin de changement, c’est pourquoi une période de deux ans d’observation a été fixée comme le minimum nécessaire pour apprécier cette cohérence et l’absence de doute ».
Dans son rapport, l’IGAS observe que l’une des critiques les plus vives des associations concerne cette évaluation psychiatrique des personnes trans par les équipes hospitalières . L’IGAS critique l’éthique de la méthode d’évaluation (convocation des parents de la personne, recueil de témoignages écrits de l’entourage, etc.), dont les modalités « ne permettent pas de garantir le respect des droits de la personne » . L’IGAS conclut que son analyse de la procédure d’évaluation devra être poursuivie « par un travail approfondi au sein de la psychiatrie ».

#### Expérience de vie réelle
L’IGAS insiste sur la dureté de l’expérience de vie réelle qu’on impose aux personnes trans pour « mesurer la persistance de leur demande »  et en préconise la suppression. Il s’agit d’une période pendant laquelle on demande à une personne trans de vivre dans son genre réel mais sans avoir encore accès aux traitements et indépendamment de la possession d’une carte d’identité qui pourrait témoigner de son genre  ; la personne est alors exposée à l’exclusion (sociale, professionnelle, familiale) aux violences et aux discriminations . Amnesty International France a interpellé le gouvernement français à ce sujet en 2013, en demandant que les personnes trans accèdent aux traitements médicaux « sur la base d'un consentement éclairé (article 16-3 du Code civil et article L1111-4 du Code de la santé publique) », « sans difficultés ni délais excessifs » et « sans être soumises à une période de diagnostic longue et humiliante ». En 2017, Amnesty International a rappelé que l'expérience de vie réelle est critiquée par la Convention sur l'élimination de toutes les formes de discrimination à l'égard des femmes parce qu’elle nourrit les stéréotypes de genre.
Colette Chiland (1928-2016), psychiatre controversée,,,, membre fondatrice et présidente d’honneur de la SoFECT, considérait en 2001 que « cette épreuve » (l’expérience de vie réelle) « ne doit pas se limiter à un travestissement occasionnel et qu'elle est une condition préalable à toute décision de transformation ». Le programme de soin 2015 de la SoFECT présente au contraire cette expérience comme une initiative « spontanée » des personnes trans, qui peut être accompagnée par des « transformations réversibles ou légères ». En 2017, les enseignements dispensés dans le cadre du DIU Trans indiquent encore que le protocole d’évaluation pluridisciplinaire dure « 8 à 24 mois » (au lieu des 9-12 mois recommandés en 2012 par l’IGAS  et inclut « classiquement » l’expérience de vie réelle. En 2019, Bernard Cordier justifie un suivi psychiatrique de deux ans, dont un an de test de vie réelle, avant tout accès à un traitement hormonal. Les militants fustigent encore cette pratique,.

#### Libre choix du médecin
L’IGAS note que le refus ou la réticence des équipes hospitalières à s’appuyer sur les avis des psychiatres libéraux  « porte atteinte au principe de libre choix du médecin » .

#### Comparaison avec d’autres pays

##### Critères de prise en charge
L’IGAS constate que la France a une approche psychiatrique de la prise en charge « plus restrictive » et plus datée que dans d’autres pays (§ 9).
Les psychiatres belges par exemple ont abandonné la distinction faite sur l’âge entre trans « primaires » et « secondaires » (distinction théorisée par Robert Stoller en 1978, puis Bernard Cordier et Colette Chiland,, et encore enseignée dans le cadre du DIU Trans français,), n’utilisent pas le concept de « vrais trans », ne considèrent pas comme un critère négatif le fait d’avoir des enfants (§ 90). Au centre de Gand en Belgique, les refus de prise en charge sont en fait réservés aux cas de psychoses lourdes et ne concernent que la chirurgie .
Au contraire, l’IGAS note que certaines équipes hospitalières françaises sont réservées sur la prise en charge des mineurs , des parents d’enfants mineurs , et des personnes se prostituant . L’âge (supérieur à 30 ans), le « transsexualisme secondaire », « l’hétérosexualité », sont encore considérés négativement au cours de l’évaluation,, de même que le désir d'enfants. Les équipes ont affirmé à l’IGAS que la séropositivité n’est plus un critère de refus de prise en charge , et estiment que les critiques des associations ne tiennent pas compte de l’évolution des pratiques . D'après Laurence Hérault en 2015, « désormais aucune équipe hospitalière française n’exclut a priori les parents trans du protocole de transformation hormono-corporelle. » En 2018, des questions sur l'orientation sexuelle, la religion et l'« appartenance ethnique » sont présentes sur les questionnaires d'admission utilisés au centre hospitalier Sainte-Anne,,.

##### Offre de chirurgie
Colette Chiland écrit que « parmi les transsexuels court le bruit que les résultats esthétiques sont meilleurs à l’étranger ». L’IGAS confirme cette mauvaise réputation de l’offre de chirurgie de réassignation en France par rapport à certaines équipes étrangères . De nombreuses personnes françaises contournent les équipes hospitalières françaises, et/ou se font opérer en Belgique, en Thaïlande, en Suisse ou au Canada . Au contraire, les étrangers ne viennent pas en France se faire opérer . D’après une enquête réalisée en 2010 par des chercheurs de l’INSERM auprès de 381 personnes trans, deux tiers des interventions chirurgicales génitales ont lieu à l’étranger, et la survenue de complications à la suite des interventions est plus fréquente après une intervention en hôpital public français qu’en clinique privée ou à l’étranger. L’enquête conclut sur « l’urgence d’une réflexion sur le protocole public “officiel” de prise en charge des trans en France, notamment en le mettant en regard avec l’offre de soins proposée dans d’autres pays ». Pour le Défenseur des droits, qui cite en 2016 cette enquête et celle de l'IGAS, le choix de nombreuses personnes trans de recourir à des opérations chirurgicales à l’étranger « est guidé par la faiblesse de l’offre de chirurgie en France mais surtout par les critiques unanimes sur sa qualité ». En 2018, les critiques de la chirurgie française sont encore vives.

### Critiques académiques
Des psychologues, philosophes, sociologues et chercheurs en études de genre critiquent également les méthodes des équipes hospitalières et en particulier l’utilisation constante du champ lexical de la souffrance. À l’idée que la souffrance est caractéristique de la transidentité (« tous souffrent » selon Colette Chiland), Judith Butler oppose que « s’entendre dire que votre vie genrée vous condamne à une vie de souffrance est en soi inexorablement blessant. C’est une parole qui pathologise et la pathologisation fait souffrir ». Sur le plateau de LCP en 2018, le sociologue Sam Bourcier reproche au psychiatre vice-président de la SoFECT Jean Chambry de faire partie de ceux qui produisent la souffrance ; Sam Bourcier rappelle l'« agenda » trans (autodétermination et dépathologisation) et l'importance des groupes d'auto-soutien au sein desquels l'échange de savoirs échappe à la psychiatrie.

#### «Psychothérapie coercitive»
La psychologue clinicienne et universitaire Françoise Sironi explique aussi comment une certaine « psychothérapie coercitive » est la cause des symptômes (syndrome de persécution, méfiance, agressivité, agitation, dépression, auto-dévalorisation) qui sont faussement attribués à une « prétendue psychopathologie des sujets transsexuels » ; elle introduit le concept de maltraitance théorique pour décrire l’effet négatif de ces pratiques thérapeutiques inadéquates. En 2011, elle rappelle que « les équipes officielles font l’objet de critiques sévères et réitérées par un grand nombre de personnes transsexuelles et par les associations, (…) ces critiques portent sur le rôle et l’attitude à leur égard des psychologues, psychiatres, psychanalystes, [qui] évaluent la véracité et l’authenticité de la demande de réassignation hormono-chirurgicale. » D'après elle, ces professionnels « se sont faits les gardiens d’un ordre établi » et contribuent à renforcer des normes sociales, alors qu'aborder la question du genre sous l’angle de la binarité (plutôt que de la multiplicité) est vain et dangereux. Elle évoque en prenant l’exemple de Colette Chiland l’hostilité de certains de ses confrères à l’égard des personnes trans qui les consultent ; cette hostilité est « liée à un rejet moral de même nature que le racisme, [appelé] transphobie » et relève de « contre-transferts haineux ou effrayés (…) face au vécu insolite de leurs patients ». Elle propose de généraliser à la place une « approche clinique non discréditante de la transsexualité. » Chiland répond dans une note de lecture que Sironi illustre « un type de combat militant qui ne s’embarrasse pas de rigueur et de nuances. » Le psychologue Tom Reucher fait à ce sujet le parallèle avec la dépsychiatrisation de l’homosexualité, qui n’a été possible que grâce à une « vigoureuse contre-offensive des personnes concernées. » Alessandrin, Thomas et Espineira estiment que « rien ne distingue réellement le militantisme de la SoFECT d'autres formes militantes. À ceci près qu'en prenant la parole, les militants Trans tordent les cadres de l'expertise et du pouvoir qui consiste à être sollicité au nom d'un "savoir". »

#### «Bouclier thérapeutique»
Le concept de « bouclier thérapeutique » a été développé par Karine Espineira pour analyser et dénoncer l’ambivalence du discours des équipes hospitalières en France,.
Karine Espineira et Arnaud Alessandrin regrettent que les DIU Trans labellisés par la SoFECT institutionnalisent « une clinique du transsexualisme » en mettant en place des enseignements qui « ne restituent en rien les controverses qui animent les communautés scientifiques et militantes, nationales et internationales », une attitude qui rappelle à Espineira et Alessandrin ce qu'écrivait Colette Chiland sur les militants trans et reflète l'opposition du président de la SoFECT Bernard Cordier à la prétendue « théorie du genre » (par exemple devant le conseil d’orientation de l’Agence de la biomédecine en 2013).

#### Contrôle de la parentalité
Les familles « transparentales » ont accès à la PMA (c’est effectif à l'hôpital Cochin depuis le milieu des années 1990) pourvu qu’il s’agisse d’un couple hétérosexuel du point de vue de l’état civil, c’est-à-dire constitué d’une femme cisgenre et d’un homme trans. L’homme a été nécessairement stérilisé avant le changement d’état civil, si celui-ci a eu lieu avant 2016. Aucune autre configuration n’est possible dans l’état actuel (en 2019) du droit,. 
Au sujet de l'accueil des personnes trans dans les CECOS, l’anthropologue Laurence Hérault a décrit la mise en place à l’Hôpital Cochin d'un protocole de soin particulier, confié à la SoFECT, qui discrimine les familles transparentales,,. Elle analyse que les réticences initiales des équipes qui ont mis en place et mettent en œuvre ce protocole renvoient « à la conception pathologisante des personnes trans » et « à la mise en doute de leur capacité à s’inscrire de manière adéquate dans la filiation et la parentalité ». D'après elle, la démarche et les équipes hospitalières sont les mêmes que pour le contrôle de l’accès à la chirurgie : il s’agit ici d’identifier les « vrais bons pères », qui sont aussi de « bons vrais transsexuels », et ainsi éviter la « diffusion de la « pathologie » paternelle ». Elle conclut que « l’intervention d’un psychiatre devient un élément clé de l’ensemble des projets de vie des personnes trans, qu’il s’agisse de réaliser une transition, de changer d’état civil ou bien encore de faire un enfant ».